# Cantó de Targon
El cantó de Targon és un cantó francès del departament de la Gironda, situat al districte de Lengon. Té 19 municipis i el cap és Targon.

## Municipis
- Arbís
- Banhaus
- Bèra Vath
- Bèla Font
- Cantòis
- Ceçac
- Corpiac
- Escossan
- Faleiràs
- Frontenac
- Ladaus
- Lugaçon
- Martres
- Montinhac
- Romanha
- Sent Genís deu Bòsc
- Sent Pèir de Vaths
- Solinhac
- Targon

## Història
| Data d'elecció                           | Identitat       | Partit | Qualitat |
| ---------------------------------------- | --------------- | ------ | -------- |
| 1945-1951                                | Jean Lacampagne |        |          |
| 1964-1994                                | Henri Deloubis  | CNIP   |          |
| 1994-                                    | Alain Leveau    | PS     |          |
| les dades anteriors no són pas conegudes |                 |        |          |
|                                          |                 |        |          |

## Demografia
| 1962  | 1968  | 1975  | 1982  | 1990  | 1999  | 2006  |
| ----- | ----- | ----- | ----- | ----- | ----- | ----- |
| 4.929 | 5.340 | 5.041 | 5.392 | 5.669 | 5.851 | 6.595 |